# Grzegorz Sikora
Grzegorz Sikora (ur. 1956) – polski hokeista.
Zawodnik grający na pozycji napastnika. Wychowanek Podhala Nowy Targ, z którym trzykrotnie wygrywał mistrzostwo kraju. W latach 1979–1988 bronił barw Łódzkiego Klubu Sportowego.